# Plateau de Retord

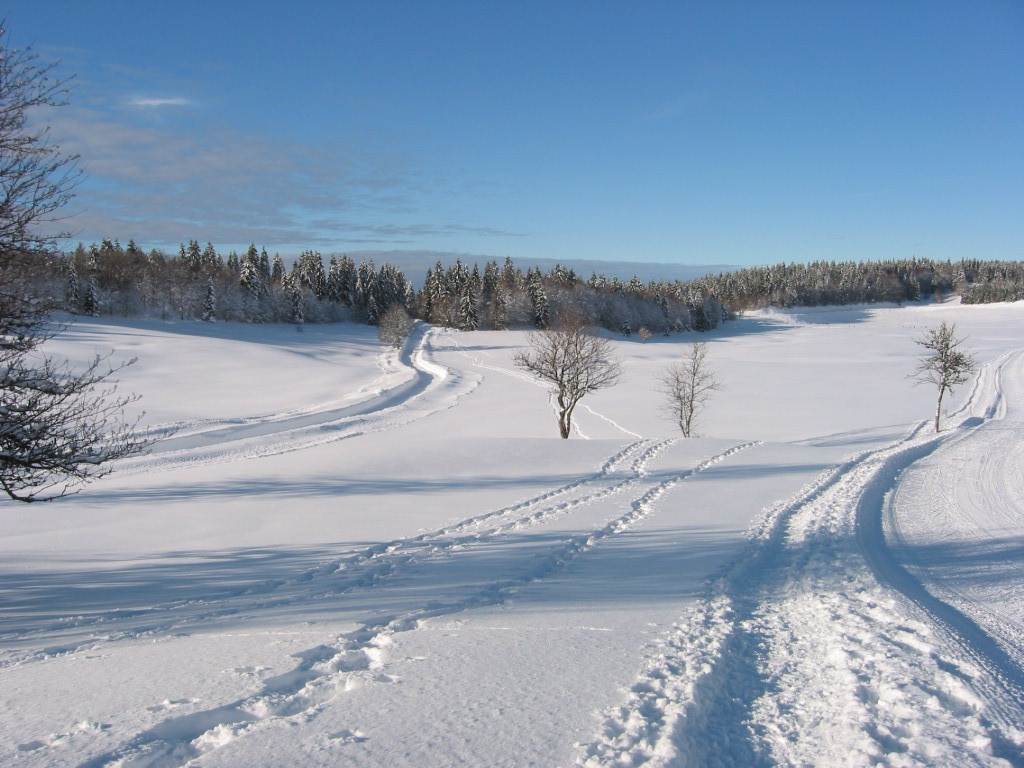
Das Plateau de Retord im Winter

Das Plateau du Retord ist eine Hochebene im französischen Département Ain. Es liegt etwa 1000 m hoch zwischen dem Haut-Valromey, Bellegarde und Nantua auf dem Gebiet der Gemeinden Billiat, Châtillon-en-Michaille, Hotonnes, Le Grand-Abergement und Villes.
Das Plateau de Retord ist ein Erholungsgebiet, das vor wirtschaftlichen Aktivitäten geschützt ist. Es wird untergliedert durch verschiedene parallel verlaufende Mulden (überwiegend oberirdisch abflusslose Senken) und dazwischenliegende Geländerippen aus hartem Kalkstein. Hier wechseln sich Nadel- und Buchenwälder mit weiten Hochweiden ab. Die Landschaft wird vom Groupement d'Intérêt Public du Plateau de Retord touristisch betreut.
Luc Jacquet hat seinen Film Der Fuchs und das Mädchen in dieser urwüchsigen Landschaft (Ain-Gebiet südlich des Jura) aus dichten Nadelwäldern gedreht. Hier verbrachte er seine Kindheit.

## Weblinks

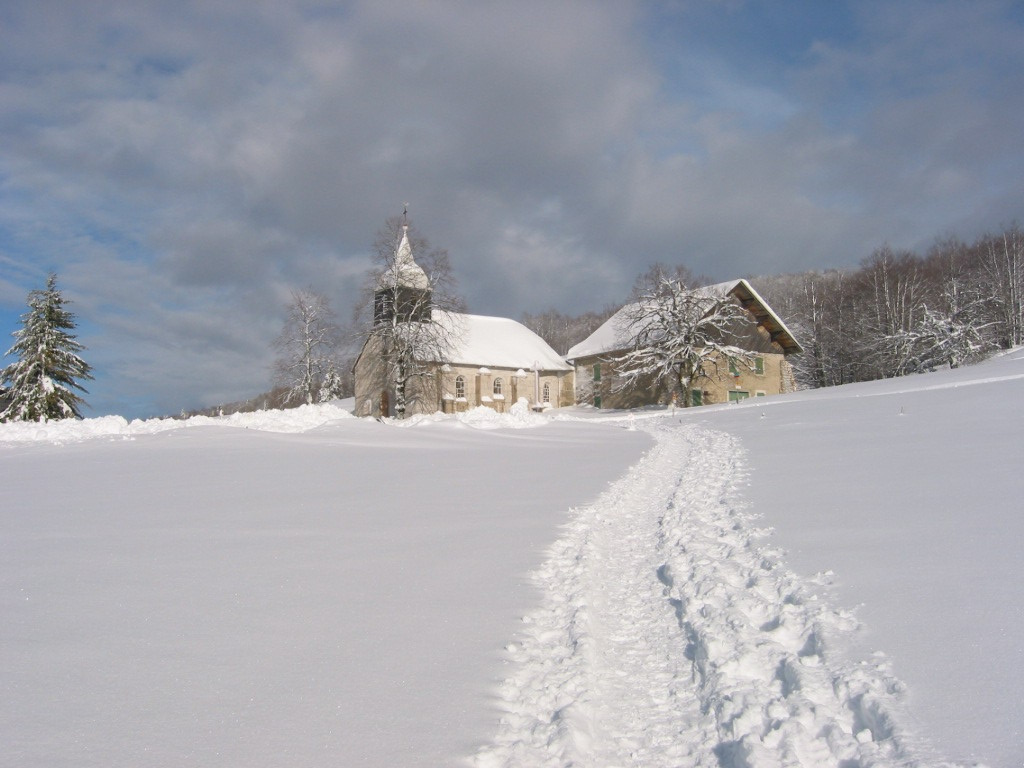
Die Kapelle von Retord im Winter